# Cleome aspera
Cleome aspera là một loài thực vật có hoa trong họ Màng màng. Loài này được J.König ex DC. mô tả khoa học đầu tiên năm 1824.